# الجديدة (السفيرة)
الجديدة قرية سوريّة تتبع إداريّاً لمحافظة حلب منطقة السفيرة ناحية الحاجب، بلغ تعداد سكانها (458) نسمة حسب التعداد السكاني لعام 2004.